# Hongzhao
Hongzhao (kinesiska: 红召, 红召乡) är en socken i Kina. Den ligger i den autonoma regionen Inre Mongoliet, i den norra delen av landet, omkring 48 kilometer nordost om regionhuvudstaden Hohhot. Antalet invånare är 4569. Befolkningen består av 1 978 kvinnor och 2 591 män. Barn under 15 år utgör 8,0 %, vuxna 15-64 år 78 %, och äldre över 65 år 12,0 %.
Genomsnittlig årsnederbörd är 562 millimeter. Den regnigaste månaden är juli, med i genomsnitt 155 mm nederbörd, och den torraste är januari, med 3 mm nederbörd.